# 尤爾科韋 (別列佐夫卡區)
47°16′59″N 30°52′25″E / 47.28306°N 30.87361°E
尤爾科韋（烏克蘭語：Юркове）是位於烏克蘭西南部的村莊，由敖德萨州贝雷济夫卡区的貝雷濟夫卡市鎮負責管轄。該村始建於1860年，面積2.02平方公里，海拔高度63米，2001年人口163，人口密度每平方公里80.85人。